# Regiomontanus
Regiomontanus ili pravim imenom Johannes Müller (Königsberg, Bavarska, 6. lipnja 1436. - Rim, 6. srpnja 1476.), njemački matematičar, astronom, astrolog i prevoditelj. Školovao se u Leipzigu i Beču, djelovao u Italiji, Madžarskoj (Ostrogon), Rumunjskoj (Oradea) i Njemačkoj (Nürnberg). Nastojao je Ptolemejev sustav dovesti u sklad s opažanjima. Nakon smrti svojega učitelja Peuerbacha nastavio prevoditi Ptolemejev Almagest, pod nazivom Epitoma in Almagestum Ptolemei, koji je tiskan 1496. Radeći u Oradei u Rumunjskoj sastavio je astronomske tablice, u kojima je dao i popis pomrčina za razdoblje od 1475. do 1530. Tiskao ih je u Nürnbergu 1474. pod nazivom Tabula Varadiensis, a u tekstu je podatke nazvao efemeridama, nazivom danas prihvaćenim za takve tipove tablica. To su prve tiskane astronomske tablice. Konstruirao je metalni astrolab, koji se rabio u navigaciji. Surađivao s hrvatskim astronomima. Regiomontanus je uveo trigonometriju u europsku matematiku.

## Životopis
Regiomontanus se rodio 6. lipnja 1436. godine u Königsbergu. Otuda je dobio naziv Joannnes de Regio monte (na hrvatskom Ivan od kraljevskoga brda). Godine 1447. je otišao studirati u Leipzigu a potom je sa studijem nastavio u Beču gdje je postao istaknuti učenik poznatog austrijskog astronoma Georga von Peuerbacha. Nakon Peuerbachove smrti 1461. je nastavio prevoditi Ptolomejevo djelo Armagest, pravim nazivom Epitoma in Almagestum Ptolemei. Djelo je tiskano 1496. Regiomontanus je u Rumunjskoj u gradu Oradei sastavio astronomske tablice koje ih je nazvao Tabula Varadiensis (popis pomrčina za razdoblje od 1475. do 1530.), koje bile tiskane u Nürnbergu, u Njemačkoj. To su bile prve tiskane astronomske tablice u povijesti, a u tekstu je podatke nazvao efemeridama, nazivom danas prihvaćenim za takve tipove tablica. Johannes Müller je potom otišao u Rim, gdje je bio pod zaštitom kardinala Bessariona. Osim što je bio genijalan matematičar i vrstan astronom, Regiomontanus je bio izumitelj koji je bio konstruirao precizne i kvalitetne astronomske instrumente. Za kardinala je bio izradio prenosivi sunčani sat. Napušta Rim 1467. i odlazi na dvor hrvatsko-ugarskog kralja Matije Korvina gdje je izrađivao astronomske instrumente i uređaje.
Njegova najznačajnija sprava je astrolab, metalna sprava koja se rabi u navigaciji. Bio je član znanstvenog kruga u Ostrogonu u Mađarskoj, gdje je upoznavao i surađivao s hrvatskim astronomima. Izgradio je prvu zvjezdarnicu u Njemačkoj u gradu Nürnbergu 1471., koja je i ujedno i prva zvjezdarnica u Europi. Regiomontanus je unaprijedio matematiku, tako što je uveo novu granu matematike - trigonometriju. Ponovno je bio pozvan u Rim 1475., da izradi kalendar za papu Sixta IV. Regiomontanus nikad nije izradio kalendar jer je na tajanstven način umro.

### Efemeride
Efemeride (grč. ἐφημερίς: dnevnik) su tablice koje donose podatke o položaju i gibanju nebeskih tijela za neko razdoblje, a gdjekad i o udaljenosti i sjaju tijela, retrogradnom gibanju planeta, te o pomrčinama. Služe u astronomiji i navigaciji. Prve efemeride izradili su indijski i babilonski astronomi prije više od 3 000 godina. Suvremeni je primjer The Astronomical Almanac, koji izdaje Pomorski opservatorij SAD-a s Uredom za pomorski almanah Ujedinjenoga Kraljevstva.

## Važna djela
- O bilo kojim trokutima (lat. De Triangulis omnimodis, udžbenik trigonometrije, 1464.);
- Tablice gibanja planeta (lat. Tabulae directionum planetarum, 1467.),;
- Oblik neba (lat. Figura Coeli, položaji planeta za Ostrogonski meridijan, 1467.)